# 福島拓哉
福島 拓哉（ふくしま たくや、1972年9月19日 - ）は日本の映画監督・脚本家。

## 来歴・人物
大阪府に生まれる。幼少期に神奈川県、埼玉県へと移住。川越市立高階小学校、川越市立砂中学校、埼玉県立川越高校卒業。1996年名古屋大学文学部卒業。
1992年大学在学中より多数の映像作品を発表。また数多くの上映イベントに携わり、学生ながら名古屋のインディペンデント映画業界での中心的存在の一人として活動。1996年3月には映像個展「映画最前線」を開催。
様々な映画制作現場を見学した後、1996年4月より東京都に居を移し石井岳龍（聰亙）監督作品『ユメノ銀河』に演出助手として参加。同年10月、自らの映像表現を可能にする場を求め、クリエイターユニットP-kraftを設立、代表に就任し以後活動の拠点とする。
演出家・カメラマン・俳優・デザイナー・プログラマー・音楽家など異分野の個性が集う集団へと成長したP-kraft制作で作品を発表し続け、国内外の映画祭で様々な作品が高い評価を得る。
監督・主演短編『JAM』の水戸短編映像祭での審査員奨励賞受賞を契機に出資を募り、劇場用長編デビュー作『PRISM』を脚本・監督。2001年にシネマアートン下北沢でレイトショー公開された『PRISM』は同劇場のレイト枠での観客動員記録を樹立、翌2002年に新人としては異例となるGWロードショー公開へと発展。ソウル国際クィアフィルム映画祭や日本・北欧ニューシネマ映画祭など海外でも高く評価され、インディペンデントの金字塔、と話題をさらう。
2003年、監督・主演作品『自由』が短編ながら劇場公開。タイ短編映画祭に招待され、2004年には同映画祭国際コンペティション部門にて『the point(2,8,16)』が正式上映。
2006年にはポレポレ東中野にて『クロス・ザ・レンズ～福島拓哉特集』と題した表題作含む監督作品計5本の特集上映が行われる。
2007年、シネマアートン下北沢と若手監督の共同プロジェクト・over8に参加、第1弾として短編オムニバス『over8』（監督作『days of』収録）が公開。ヒットを記録しアンコール公開へと発展。9月末より公開されたプロジェクト第2弾となるオムニバス『裸 over8』にはアソシエイト・プロデューサーとして参加。
2008年、第3弾となるオムニバス『女子女子 over8』エグゼクティブ・プロデューサーとして参加、2009年3月シネマート六本木にて公開。
2009年、『PRISM』以来8年ぶりとなるオリジナル劇場用長編『アワ・ブリーフ・エタニティ／OUR BRIEF ETERNITY』を監督・プロデュース。同年10月の第22回東京国際映画祭 日本映画・ある視点部門でワールドプレミア上映される。
2010年、『アワ・ブリーフ・エタニティ』がドイツ、スペイン、ポーランド、カナダ、韓国など世界各国の映画祭で正式上映され、新宿K’s cinemaを皮切りに日本国内での公開開始。
2011年、前年より引き続き『アワ・ブリーフ・エタニティ』全国主要都市公開。
脚本・監督したTVドラマ『SHIBUHARA GIRLS 2』（MTV、全12話）オンエア。
2012年、『SHIBUHARA GIRLS 2』がアジア各国にてオンエア。『アワ・ブリーフ・エタニティ』DVDリリース。
また、オムニバス『ヴァージン』内の一篇『ゴージャス・プリンセス！』を監督し、全国公開及びDVDリリース。
2013年、スピンオフ短編『SAYONARA BRIEF ETERNITY』がドイツ、『ヴァージン』がオランダの映画祭にて上映。
2014年、プロデュース短編『水着妻』がドイツ・ハンブルク日本映画祭にて上映。
2016年、監督作『LEGACY TIME』公開を記念し、傑作選特集上映『ESCAPE FROM THIS FUCKIN WORLD』が開催され、好評を博す。
2017年、８年ぶりとなる長編作品『モダン・ラブ（MODERN LOVE）』を製作。翌2018年５月、フランス・ニース国際映画祭コンペティション部門でワールドプレミア上映。その後、計１２の海外映画祭で公開され、うち７つの映画祭で受賞を果たす（詳細は主な監督作品を参照）。国内では、６月下旬より新宿K's cinemaを皮切りに全国順次ロードショー。
映画のみならずTV・CM・PV・ゲームなど様々な媒体の映像演出を手掛ける傍ら、俳優としても国内外で評価され出演作多数。
またプロデューサー、文筆家、ミュージシャン（Beer Lovers Party Tokyo）、ラジオパーソナリティなど、多岐にわたり活動中。日本映画監督協会会員。

## 主な監督作品

### 映画
- 『TIME IS ON MY SIDE』（1997/監督・脚本・音楽・出演）ぴあフィルムフェスティバル入選
- 『世界の終わりはあなたと一緒に』（1999/監督・脚本）みちのく国際ミステリー映画祭オフシアター部門上映ほか
- 『JAM』（1999/監督・脚本・主演）水戸短編映像祭審査員奨励賞、PJ映像祭ベストキャラクター賞ほか
- 『PRISM』（2001/監督・脚本、劇場公開作品）ソウル国際クィアフィルム映画祭招待、日本・北欧ニューシネマ映画祭招待ほか
- 『自由』（2003/監督・脚本・主演、劇場公開作品）タイ短編映画祭招待ほか
- 『the point(2,8,16)』（2004/監督・脚本、劇場公開作品）タイ短編映画祭国際コンペティション部門正式上映、ゆうばり国際ファインタスティック映画祭フォーラム部門上映
- 『クロス・ザ・レンズ』（2005/監督・撮影・編集、劇場公開作品）
- 『days of』（2006/監督・原作・脚本、オムニバス『over8』内収録、劇場公開作品）
- 『アワ・ブリーフ・エタニティ/OUR BRIEF ETERNITY』（2009/監督・脚本・プロデュース、劇場公開作品）東京国際映画祭日本映画、フランクフルト・ニッポンコネクション、バルセロナ・アジア映画祭ほか
- 『ゴージャス・プリンセス！』（2012/監督、オムニバス『ヴァージン』内収録、劇場公開作品）オランダ・カメラジャパンフェスティバル上映
- 『SAYONARA BRIEF ETERNITY』（2012/監督・脚本・撮影）ハンブルク日本映画祭上映
- 『LEGACY TIME』（2016/監督・脚本）ハンブルク日本映画祭上映
- 『モダン・ラブ（MODERN LOVE）』（2018/監督・脚本）ニース国際映画祭コンペティション部門上映（最優秀外国語映画賞・最優秀音響賞・最優秀ヘアメイク賞・最優秀 VFX 賞、以上4部門ノミネート、最優秀音響賞受賞（田中秀樹））、ハンブルク日本映画祭上映（特別芸術賞受賞）、マドリード国際映画祭（最優秀VFX賞・最優秀外国語映画賞、以上２部門ノミネート、最優秀VFX賞受賞（菊地実幸）、アムステルダム国際フィルムメイカー映画祭正式出品（最優秀外国語映画主演女優賞（稲村梓）・最優秀外国語映画賞・最優秀VFX賞、以上３部門ノミネート）、サウステキサス国際映画祭上映（最優秀作品賞受賞※長編日本映画初上映）、ジャカルタ国際フィルム＆アートフェスティバル上映（ゴールドアワード受賞）、セブ国際映画祭上映（最優秀作品賞受賞※日本映画初受賞）、グアム国際映画祭正式出品、カーディフ国際映画祭上映（審査員特別賞受賞※日本映画初受賞）、デリー国際芸術祭正式出品、アートハウス・アジア映画祭正式出品、ロンドン国際映画祭上映（最優秀外国語映画脚本賞・最優秀外国語映画撮影賞、以上２部門ノミネート）
- 『Floating』（2018/監督・脚本、オムニバス『プレイルーム』内収録、劇場公開作品中）主演：若林美保

### その他
- 『SHIBUHARA GIRLS 2』（2011～2012日本及びアジア各国OA/MTV JAPAN/連続ドラマ・全12話脚本.監督）

## ラジオ
- 『福島拓哉のオルタナラジオ船』（2016～/大野勢太郎の海賊ラジオ）

## 執筆
- 『福島監督　勝手に観やがれ・蹴球映画論』（浦和レッズ情報誌「月刊REDS系」コラム連載/2004年12月連載終了）
- 『シアワセの設計』（ブライダル情報誌「けっこんぴあ」東海版コラム連載/2006年連載終了）

## 主な出演作
- 1998年『Ethica／エチカ』（大原重光監督、劇場公開作品）
- 2002年『Diver』（主演、上倉栄治監督）
- 2003年『バカブロッサム！馬鹿風呂』（出演・楽曲提供、泉常夫監督、劇場公開作品）
- 2005年『ビタースイート』（女池充監督、劇場公開作品）
- 2005年『Spica』（主演、白川幸司監督）
- 2005年『東京失格』（主演、井川広太郎監督、劇場公開作品）
- 2006年『映画監督って何だ！』（伊藤俊也監督、劇場公開作品、日本映画監督協会70周年記念作品）
- 2007年『実録・連合赤軍　あさま山荘への道程』（若松孝二監督、劇場公開作品）
- 2007年『電波大戦』（加賀賢三監督、劇場公開作品）
- 2008年『人間爆発』（花くまゆうさく監督）
- 2012年『ウィーウィルの蜜のジュース』（蔭山周監督、劇場公開作品）
- 2012年『The John’s Guerrilla/PHASE ONE』（宇賀那健一監督）
- 2013年『それでも世界が続くなら/参加賞』（藤井健監督）
- 2018年『女優 川上奈々美』（佐近圭太郎監督）
- 2020年『東京バタフライ』（佐近圭太郎監督、脚本協力も）